# Oxystethus heteracanthus
Oxystethus heteracanthus är en insektsart som beskrevs av Ludwig Redtenbacher 1891. Oxystethus heteracanthus ingår i släktet Oxystethus och familjen vårtbitare. Inga underarter finns listade i Catalogue of Life.